# Lindsay Quartet

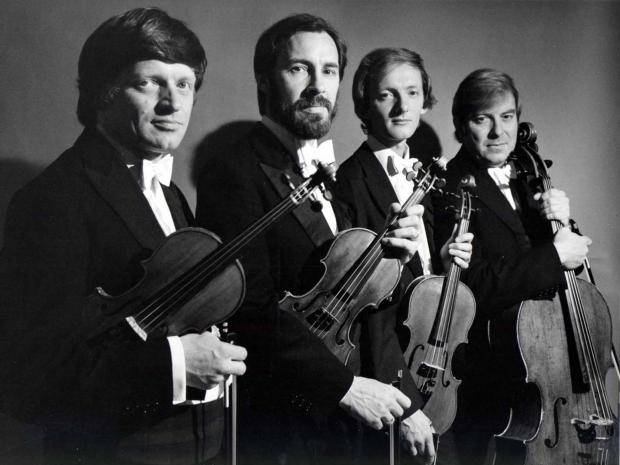

The Lindsay String Quartet (oder auch The Lindsays) ist ein ehemaliges britisches Streichquartett, welches in der Zeit von 1965 bis 2005 existierte.

## Geschichte
Das Lindsay Quartett wurde in der „Royal Academy of Music“ im Jahre 1965 gegründet und in einem offenen Wettbewerb mit einem Preis geehrt. Sie gaben an, dass ihre Kenntnisse von Bartók und Beethoven in ihrem Zentrum stehen. Im Jahre 1970 benannten sich die Cropper (ehemaliger Name) zu Ehren des Lord Lindsay (Gründer der Keele Universität) in The Lindsays um. Ein Jahr nach der Umbenennung wurde dann Ronald Brinks als zweite Violine in das Quartett integriert.
1974 wurden sie Quartet-in-Residence an der Universität in Sheffield. Fünf Jahre später bekamen sie die gleiche Gelegenheit an der Universität in Manchester, wo sie regelmäßig Konzerte gaben, Seminare managten und andere Ensembletrainings gaben. Das Quartett gab auch jährlich ein Fest im Studio Theater im Crucible Theatre in Sheffield, welches von vielen berühmten Persönlichkeiten, die in der ganzen Welt bekannt waren, besucht wurde.
Nach 39 Jahren Bestehen und 20 Jahren seit der letzten Änderung der Quartettmitglieder gaben sie im Jahre 2005 bekannt, dass sie sich zur Ruhe setzen wollten. Ihre Abschiedstournee ging um die ganze Welt und endete mit einem großen Konzert in ihrer Heimatstadt. Heute verfolgen alle Mitglieder eigene musikalische Ideen.
Der Gründer Peter Cropper, der am 29. Mai 2015 verstarb, war künstlerischer Direktor am Music in the Round in Sheffield. Zusätzlich gründete er in den 1980er-Jahren eine Organisation, welche Konzerte in und außerhalb von Sheffield unterstützt.

## Mitglieder
- Peter Cropper (Erste Violine)
- Ronald Birks (Zweite Violine)
- Roger Bigley († 2013[2])/Robin Ireland (Viola)
- Bernard Gregor-Smith (Cello)